# 9e étape du Tour d'Espagne 2019
Pour un article plus général, voir Tour d'Espagne 2019.
La 9e étape du Tour d'Espagne 2019 se déroule le dimanche 1er septembre 2019, sous la forme d'une étape de montagne, entre Andorre-la-Vieille et Els Cortals d'Encamp, sur une distance de 96,6 km.

## Résultats

### Classement de l'étape
| \| Classement de l'étape \| Classement de l'étape \| Classement de l'étape \| Classement de l'étape \| Classement de l'étape \| \| Coureur \| Coureur \| Pays \| Équipe \| Temps \| \| --------------------- \| --------------------- \| --------------------- \| --------------------- \| --------------------- \| \| 1er \| Tadej Pogačar \| Slovénie \| UAE Team Emirates \| 2 h 58 min 09 s \| \| 2e \| Nairo Quintana \| Colombie \| Movistar Team \| + 23 s \| \| 3e \| Primož Roglič \| Slovénie \| Team Jumbo-Visma \| + 48 s \| \| 4e \| Alejandro Valverde \| Espagne \| Movistar Team \| + 48 s \| \| 5e \| Marc Soler \| Espagne \| Movistar Team \| + 57 s \| \| 6e \| Hermann Pernsteiner \| Autriche \| Bahrain-Merida \| + 59 s \| \| 7e \| Sergio Higuita \| Colombie \| EF Education First \| + 1 min 01 s \| \| 8e \| Wilco Kelderman \| Pays-Bas \| Team Sunweb \| + 1 min 01 s \| \| 9e \| Miguel Ángel López \| Colombie \| Astana \| + 1 min 01 s \| \| 10e \| Tao Geoghegan Hart \| Royaume-Uni \| Team Ineos \| + 1 min 38 s \| |                     |             |                    |                 |
| |                     |             |                    |                 |
| Source : ProCyclingStats |                     |             |                    |                 |
| Classement de l'étape |                     |             |                    |                 |
| Coureur | Coureur             | Pays        | Équipe             | Temps           |
| 1er | Tadej Pogačar       | Slovénie    | UAE Team Emirates  | 2 h 58 min 09 s |
| 2e | Nairo Quintana      | Colombie    | Movistar Team      | + 23 s          |
| 3e | Primož Roglič       | Slovénie    | Team Jumbo-Visma   | + 48 s          |
| 4e | Alejandro Valverde  | Espagne     | Movistar Team      | + 48 s          |
| 5e | Marc Soler          | Espagne     | Movistar Team      | + 57 s          |
| 6e | Hermann Pernsteiner | Autriche    | Bahrain-Merida     | + 59 s          |
| 7e | Sergio Higuita      | Colombie    | EF Education First | + 1 min 01 s    |
| 8e | Wilco Kelderman     | Pays-Bas    | Team Sunweb        | + 1 min 01 s    |
| 9e | Miguel Ángel López  | Colombie    | Astana             | + 1 min 01 s    |
| 10e | Tao Geoghegan Hart  | Royaume-Uni | Team Ineos         | + 1 min 38 s    |

## Classements à l'issue de l'étape

### Classement général
| \| Classement général \| Classement général \| Classement général \| Classement général \| Classement général \| \| Coureur \| Coureur \| Pays \| Équipe \| Temps \| \| ------------------ \| ------------------ \| ------------------ \| -------------------------- \| ------------------ \| \| 1er \| Nairo Quintana \| Colombie \| Movistar Team \| 35 h 18 min 18 s \| \| 2e \| Primož Roglič \| Slovénie \| Team Jumbo-Visma \| + 6 s \| \| 3e \| Miguel Ángel López \| Colombie \| Astana \| + 17 s \| \| 4e \| Alejandro Valverde \| Espagne \| Movistar Team \| + 20 s \| \| 5e \| Tadej Pogačar \| Slovénie \| UAE Team Emirates \| + 1 min 42 s \| \| 6e \| Carl Fredrik Hagen \| Norvège \| Lotto-Soudal \| + 1 min 46 s \| \| 7e \| Nicolas Edet \| France \| Cofidis, Solutions Crédits \| + 2 min 21 s \| \| 8e \| Rafał Majka \| Pologne \| Bora-Hansgrohe \| + 3 min 22 s \| \| 9e \| Wilco Kelderman \| Pays-Bas \| Team Sunweb \| + 3 min 53 s \| \| 10e \| Dylan Teuns \| Belgique \| Bahrain-Merida \| + 4 min 46 s \| |                    |          |                            |                  |
| |                    |          |                            |                  |
| Source : ProCyclingStats |                    |          |                            |                  |
| Classement général |                    |          |                            |                  |
| Coureur | Coureur            | Pays     | Équipe                     | Temps            |
| 1er | Nairo Quintana     | Colombie | Movistar Team              | 35 h 18 min 18 s |
| 2e | Primož Roglič      | Slovénie | Team Jumbo-Visma           | + 6 s            |
| 3e | Miguel Ángel López | Colombie | Astana                     | + 17 s           |
| 4e | Alejandro Valverde | Espagne  | Movistar Team              | + 20 s           |
| 5e | Tadej Pogačar      | Slovénie | UAE Team Emirates          | + 1 min 42 s     |
| 6e | Carl Fredrik Hagen | Norvège  | Lotto-Soudal               | + 1 min 46 s     |
| 7e | Nicolas Edet       | France   | Cofidis, Solutions Crédits | + 2 min 21 s     |
| 8e | Rafał Majka        | Pologne  | Bora-Hansgrohe             | + 3 min 22 s     |
| 9e | Wilco Kelderman    | Pays-Bas | Team Sunweb                | + 3 min 53 s     |
| 10e | Dylan Teuns        | Belgique | Bahrain-Merida             | + 4 min 46 s     |

| Classement par points | Classement par points | Classement par points | Classement par points  | Classement par points |
| Coureur               | Coureur               | Pays                  | Équipe                 | Points                |
| --------------------- | --------------------- | --------------------- | ---------------------- | --------------------- |
| 1er                   | Nairo Quintana        | Colombie              | Movistar Team          | 70 pts                |
| 2e                    | Primož Roglič         | Slovénie              | Team Jumbo-Visma       | 64 pts                |
| 3e                    | Alejandro Valverde    | Espagne               | Movistar Team          | 58 pts                |
| 4e                    | Tadej Pogačar         | Slovénie              | UAE Team Emirates      | 56 pts                |
| 5e                    | Sam Bennett           | Irlande               | Bora-Hansgrohe         | 45 pts                |
| 6e                    | Miguel Ángel López    | Colombie              | Astana                 | 40 pts                |
| 7e                    | Fabio Jakobsen        | Pays-Bas              | Deceuninck-Quick Step  | 34 pts                |
| 8e                    | Dylan Teuns           | Belgique              | Bahrain-Merida         | 30 pts                |
| 9e                    | Nikias Arndt          | Allemagne             | Team Sunweb            | 27 pts                |
| 10e                   | Alex Aranburu         | Espagne               | Caja Rural-Seguros RGA | 27 pts                |

| Classement par points | Classement par points | Classement par points | Classement par points  | Classement par points |
| Coureur               | Coureur               | Pays                  | Équipe                 | Points                |
| --------------------- | --------------------- | --------------------- | ---------------------- | --------------------- |
| 1er                   | Nairo Quintana        | Colombie              | Movistar Team          | 70 pts                |
| 2e                    | Primož Roglič         | Slovénie              | Team Jumbo-Visma       | 64 pts                |
| 3e                    | Alejandro Valverde    | Espagne               | Movistar Team          | 58 pts                |
| 4e                    | Tadej Pogačar         | Slovénie              | UAE Team Emirates      | 56 pts                |
| 5e                    | Sam Bennett           | Irlande               | Bora-Hansgrohe         | 45 pts                |
| 6e                    | Miguel Ángel López    | Colombie              | Astana                 | 40 pts                |
| 7e                    | Fabio Jakobsen        | Pays-Bas              | Deceuninck-Quick Step  | 34 pts                |
| 8e                    | Dylan Teuns           | Belgique              | Bahrain-Merida         | 30 pts                |
| 9e                    | Nikias Arndt          | Allemagne             | Team Sunweb            | 27 pts                |
| 10e                   | Alex Aranburu         | Espagne               | Caja Rural-Seguros RGA | 27 pts                |

| Classement de la montagne | Classement de la montagne | Classement de la montagne | Classement de la montagne     | Classement de la montagne |
| Coureur                   | Coureur                   | Pays                      | Équipe                        | Points                    |
| ------------------------- | ------------------------- | ------------------------- | ----------------------------- | ------------------------- |
| 1er                       | Ángel Madrazo             | Espagne                   | Burgos-BH                     | 29 pts                    |
| 2e                        | Geoffrey Bouchard         | France                    | AG2R La Mondiale              | 21 pts                    |
| 3e                        | Alejandro Valverde        | Espagne                   | Movistar Team                 | 18 pts                    |
| 4e                        | Sergio Henao              | Colombie                  | UAE Team Emirates             | 17 pts                    |
| 5e                        | Mikel Bizkarra            | Espagne                   | Euskadi Basque Country-Murias | 16 pts                    |
| 6e                        | Jetse Bol                 | Pays-Bas                  | Burgos-BH                     | 11 pts                    |
| 7e                        | Tadej Pogačar             | Slovénie                  | UAE Team Emirates             | 10 pts                    |
| 8e                        | Primož Roglič             | Slovénie                  | Team Jumbo-Visma              | 10 pts                    |
| 9e                        | Hermann Pernsteiner       | Autriche                  | Bahrain-Merida                | 10 pts                    |
| 10e                       | Wout Poels                | Pays-Bas                  | Team Ineos                    | 9 pts                     |

| Classement de la montagne | Classement de la montagne | Classement de la montagne | Classement de la montagne     | Classement de la montagne |
| Coureur                   | Coureur                   | Pays                      | Équipe                        | Points                    |
| ------------------------- | ------------------------- | ------------------------- | ----------------------------- | ------------------------- |
| 1er                       | Ángel Madrazo             | Espagne                   | Burgos-BH                     | 29 pts                    |
| 2e                        | Geoffrey Bouchard         | France                    | AG2R La Mondiale              | 21 pts                    |
| 3e                        | Alejandro Valverde        | Espagne                   | Movistar Team                 | 18 pts                    |
| 4e                        | Sergio Henao              | Colombie                  | UAE Team Emirates             | 17 pts                    |
| 5e                        | Mikel Bizkarra            | Espagne                   | Euskadi Basque Country-Murias | 16 pts                    |
| 6e                        | Jetse Bol                 | Pays-Bas                  | Burgos-BH                     | 11 pts                    |
| 7e                        | Tadej Pogačar             | Slovénie                  | UAE Team Emirates             | 10 pts                    |
| 8e                        | Primož Roglič             | Slovénie                  | Team Jumbo-Visma              | 10 pts                    |
| 9e                        | Hermann Pernsteiner       | Autriche                  | Bahrain-Merida                | 10 pts                    |
| 10e                       | Wout Poels                | Pays-Bas                  | Team Ineos                    | 9 pts                     |

| Classement du meilleur jeune | Classement du meilleur jeune | Classement du meilleur jeune | Classement du meilleur jeune  | Classement du meilleur jeune |
| Coureur                      | Coureur                      | Pays                         | Équipe                        | Temps                        |
| ---------------------------- | ---------------------------- | ---------------------------- | ----------------------------- | ---------------------------- |
| 1er                          | Miguel Ángel López           | Colombie                     | Astana                        | 35 h 18 min 35 s             |
| 2e                           | Tadej Pogačar                | Slovénie                     | UAE Team Emirates             | + 1 min 25 s                 |
| 3e                           | Sergio Higuita               | Colombie                     | EF Education First            | + 6 min 24 s                 |
| 4e                           | Óscar Rodríguez Garaicoechea | Espagne                      | Euskadi Basque Country-Murias | + 10 min 00 s                |
| 5e                           | Ruben Guerreiro              | Portugal                     | Katusha-Alpecin               | + 12 min 12 s                |
| 6e                           | James Knox                   | Royaume-Uni                  | Deceuninck-Quick Step         | + 13 min 06 s                |
| 7e                           | Daniel Martínez              | Colombie                     | EF Education First            | + 13 min 33 s                |
| 8e                           | Kilian Frankiny              | Suisse                       | Groupama-FDJ                  | + 15 min 22 s                |
| 9e                           | Cristian Rodríguez           | Espagne                      | Caja Rural-Seguros RGA        | + 22 min 23 s                |
| 10e                          | Niklas Eg                    | Danemark                     | Trek-Segafredo                | + 28 min 33 s                |

| Classement du meilleur jeune | Classement du meilleur jeune | Classement du meilleur jeune | Classement du meilleur jeune  | Classement du meilleur jeune |
| Coureur                      | Coureur                      | Pays                         | Équipe                        | Temps                        |
| ---------------------------- | ---------------------------- | ---------------------------- | ----------------------------- | ---------------------------- |
| 1er                          | Miguel Ángel López           | Colombie                     | Astana                        | 35 h 18 min 35 s             |
| 2e                           | Tadej Pogačar                | Slovénie                     | UAE Team Emirates             | + 1 min 25 s                 |
| 3e                           | Sergio Higuita               | Colombie                     | EF Education First            | + 6 min 24 s                 |
| 4e                           | Óscar Rodríguez Garaicoechea | Espagne                      | Euskadi Basque Country-Murias | + 10 min 00 s                |
| 5e                           | Ruben Guerreiro              | Portugal                     | Katusha-Alpecin               | + 12 min 12 s                |
| 6e                           | James Knox                   | Royaume-Uni                  | Deceuninck-Quick Step         | + 13 min 06 s                |
| 7e                           | Daniel Martínez              | Colombie                     | EF Education First            | + 13 min 33 s                |
| 8e                           | Kilian Frankiny              | Suisse                       | Groupama-FDJ                  | + 15 min 22 s                |
| 9e                           | Cristian Rodríguez           | Espagne                      | Caja Rural-Seguros RGA        | + 22 min 23 s                |
| 10e                          | Niklas Eg                    | Danemark                     | Trek-Segafredo                | + 28 min 33 s                |

| Classement par équipes | Classement par équipes        | Classement par équipes | Classement par équipes |
| Équipe                 | Équipe                        | Pays                   | Temps                  |
| ---------------------- | ----------------------------- | ---------------------- | ---------------------- |
| 1re                    | Movistar Team                 | Espagne                | 105 h 18 min 24 s      |
| 2e                     | Team Jumbo-Visma              | Pays-Bas               | + 15 min 44 s          |
| 3e                     | Astana                        | Kazakhstan             | + 18 min 36 s          |
| 4e                     | Mitchelton-Scott              | Australie              | + 1 h 00 min 05 s      |
| 5e                     | Cofidis, Solutions Crédits    | France                 | + 1 h 01 min 12 s      |
| 6e                     | AG2R La Mondiale              | France                 | + 1 h 01 min 48 s      |
| 7e                     | Euskadi Basque Country-Murias | Espagne                | + 1 h 02 min 44 s      |
| 8e                     | Trek-Segafredo                | États-Unis             | + 1 h 06 min 35 s      |
| 9e                     | EF Education First            | États-Unis             | + 1 h 07 min 06 s      |
| 10e                    | Team Sunweb                   | Allemagne              | + 1 h 10 min 41 s      |

| Classement par équipes | Classement par équipes        | Classement par équipes | Classement par équipes |
| Équipe                 | Équipe                        | Pays                   | Temps                  |
| ---------------------- | ----------------------------- | ---------------------- | ---------------------- |
| 1re                    | Movistar Team                 | Espagne                | 105 h 18 min 24 s      |
| 2e                     | Team Jumbo-Visma              | Pays-Bas               | + 15 min 44 s          |
| 3e                     | Astana                        | Kazakhstan             | + 18 min 36 s          |
| 4e                     | Mitchelton-Scott              | Australie              | + 1 h 00 min 05 s      |
| 5e                     | Cofidis, Solutions Crédits    | France                 | + 1 h 01 min 12 s      |
| 6e                     | AG2R La Mondiale              | France                 | + 1 h 01 min 48 s      |
| 7e                     | Euskadi Basque Country-Murias | Espagne                | + 1 h 02 min 44 s      |
| 8e                     | Trek-Segafredo                | États-Unis             | + 1 h 06 min 35 s      |
| 9e                     | EF Education First            | États-Unis             | + 1 h 07 min 06 s      |
| 10e                    | Team Sunweb                   | Allemagne              | + 1 h 10 min 41 s      |